# Campostichomma manicatum
Campostichomma manicatum is een spinnensoort uit de familie Udubidae. De soort komt voor in Sri Lanka.